# Conchita Wurst
Pour les articles homonymes, voir Conchita et Wurst.
Conchita Wurst est un personnage incarné depuis 2011 par son créateur, le chanteur et drag queen autrichien Thomas Neuwirth (ou Tom Neuwirth), né le 6 novembre 1988 à Gmunden, en Autriche.
Conchita Wurst acquiert une réputation internationale en remportant le Concours Eurovision de la chanson pour l'Autriche en 2014 avec la chanson Rise Like a Phoenix.

## Jeunesse
Tom Neuwirth nait le 6 novembre 1988 à Gmunden et grandit dans la petite commune de Bad Mitterndorf dans la campagne de Styrie,. Il passe une enfance heureuse auprès de ses parents aubergistes et de son frère aîné. Il déclarera que cette région montagneuse était un endroit magnifique pour grandir mais qu'il avait dû faire face à des préjugés concernant son orientation sexuelle : « Être un adolescent, un adolescent homosexuel, dans un si petit village n'était pas très drôle. Je fais partie de la communauté gay et la plupart des homosexuels ont des histoires similaires à la mienne ».
Se sentant très tôt différent des autres enfants, il croit au début qu'il y a « un problème » chez lui. Il porte occasionnellement des jupes au jardin d'enfant et à l'école bien qu'il sente rapidement qu'il ne peut le faire que dans le grenier de sa maison.
À 14 ans, Tom Neuwirth déménage à Graz pour suivre une école de stylisme.

## Carrière musicale

### Débuts

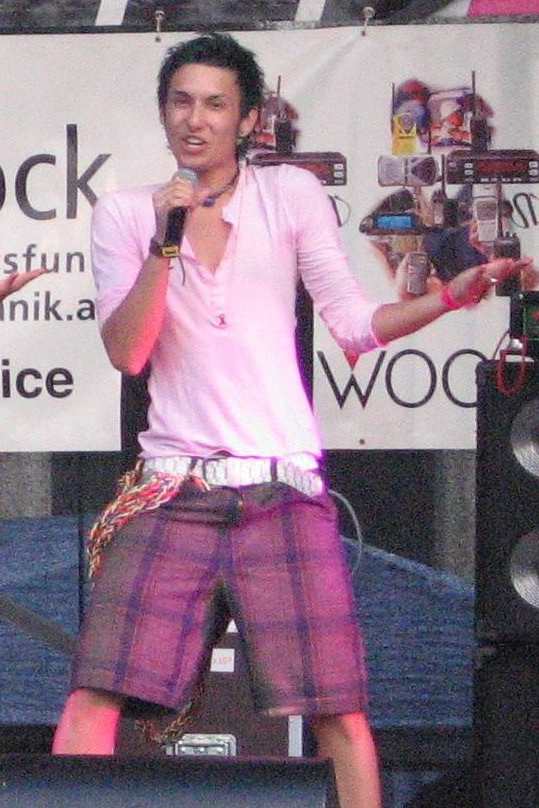
Tom Neuwirth en 2007 avec le boys band

En 2006, Tom Neuwirth participe à l'émission de télévision autrichienne Starmania (en), terminant à la deuxième place du concours. L'année suivante, il fonde le boys band Jetzt Anders! (en) qui est dissout la même année.
En 2011, il devient animateur d'un cabaret humoristique, le Salon Kitty Revue, qui se présente comme un « happening underground non-stop destiné à un public exigeant ». C'est dans ce contexte qu'il développe le personnage de Conchita Wurst, une diva élégante et glamour, avec une barbe. Il déclare que c'est une façon d'affirmer que « vous pouvez tout réussir, peu importe qui vous êtes et à quoi vous ressemblez ». En allemand, « Wurst » veut dire « saucisse », mais Tom Neuwirth choisit aussi ce nom en raison de son utilisation dans l'expression « Das ist mir Wurst » qui signifie « Ça m'est égal ».
La première apparition télévisuelle de Conchita Wurst a lieu en 2011 sur l'Österreichischer Rundfunk (ORF) dans l'émission Die große Chance, où elle termine en sixième position. En 2012, elle participe au concours de sélection autrichien pour l'Eurovision 2012 et termine deuxième. Elle participe ensuite aux émissions de téléréalité The Hardest Jobs of Austria et Wild Girls sur l'ORF.

### Eurovision 2014

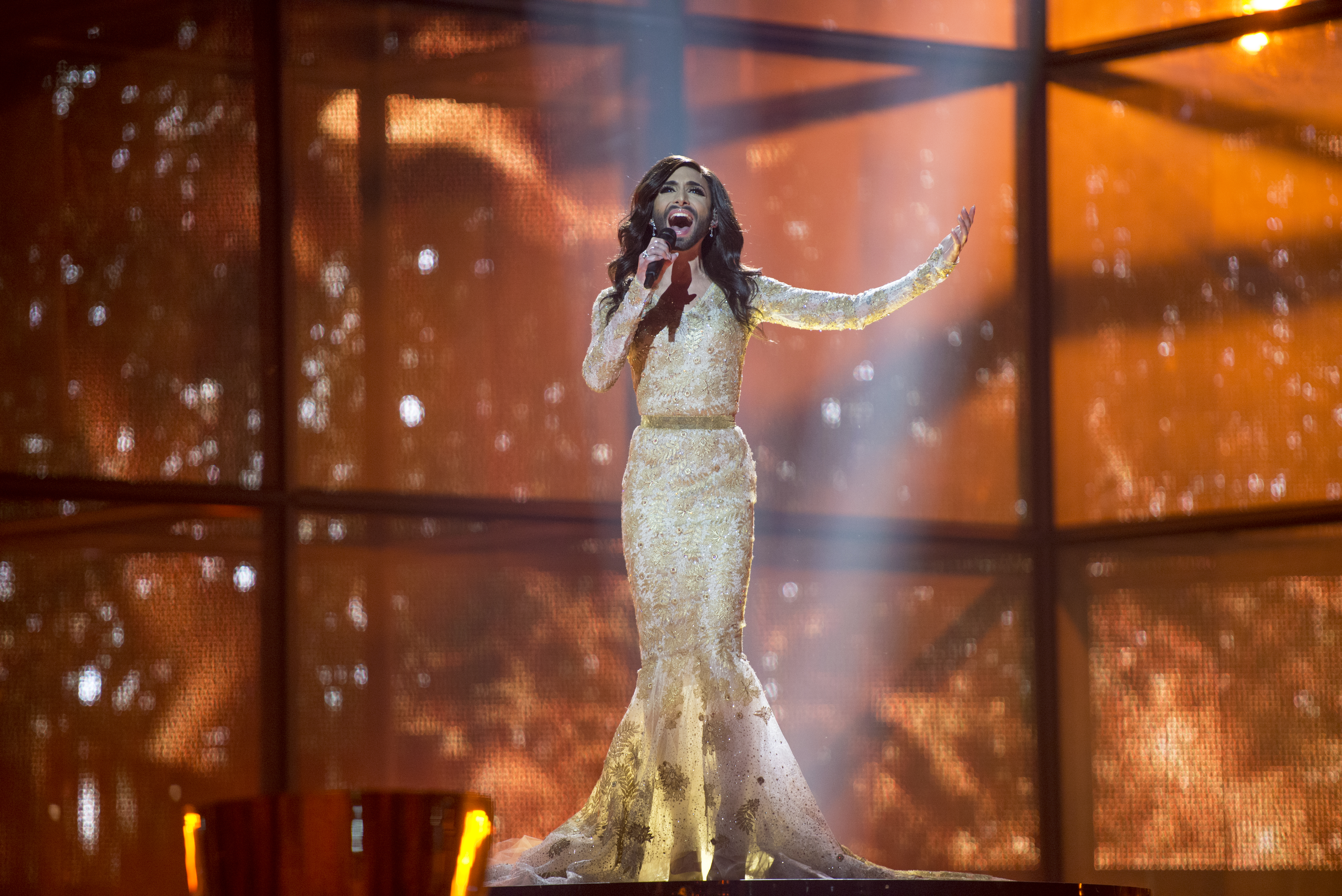
Conchita Wurst sur la scène de l'Eurovision lors d'une répétition.

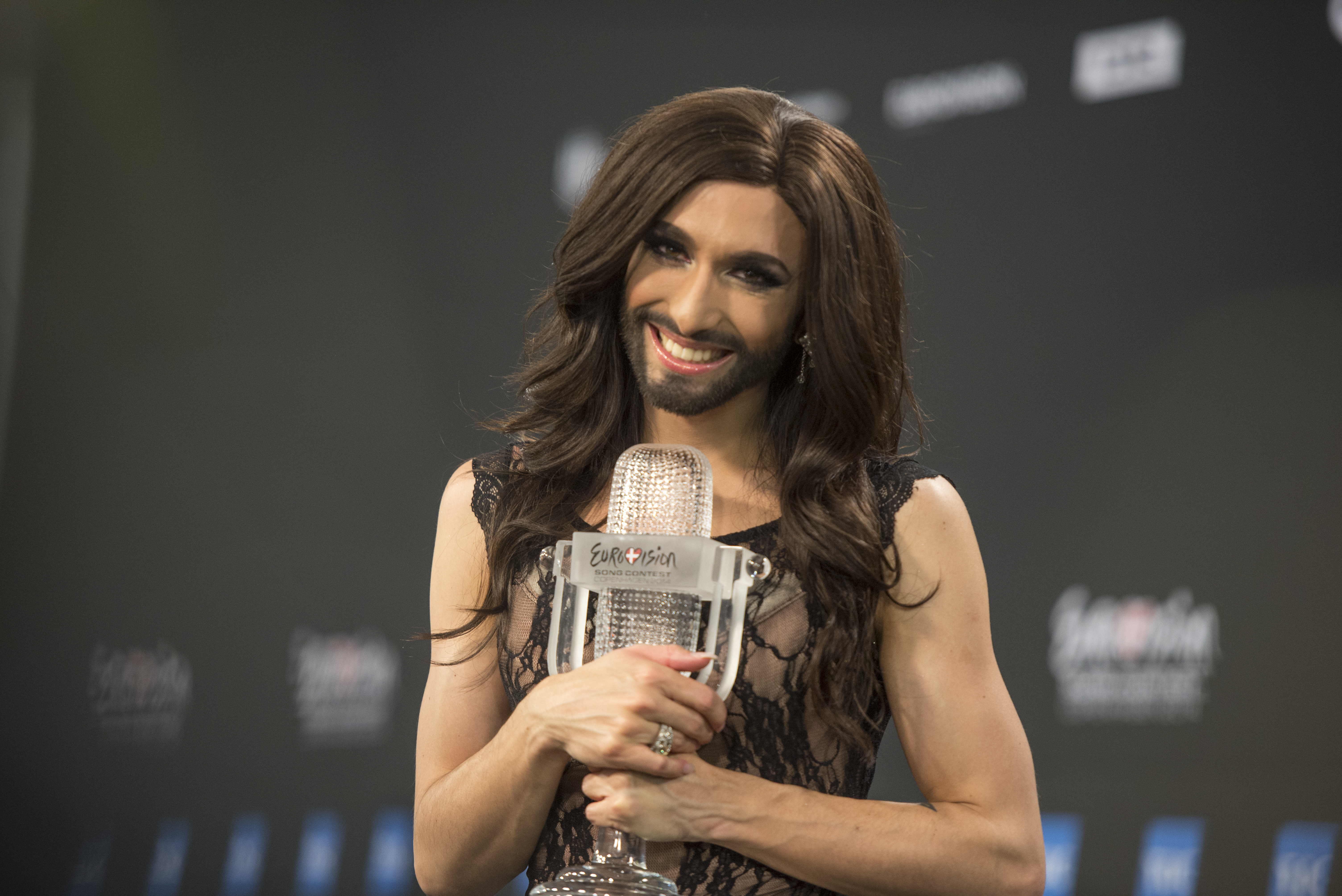
Conchita Wurst avec le trophée Eurovision 2014 après sa victoire.

Le 10 septembre 2013, Conchita Wurst est choisie en sélection interne pour représenter l'Autriche au Concours Eurovision de la chanson 2014. La chanson Rise Like a Phoenix (« S’élever comme un phénix ») est présentée le 18 mars 2014.
Sélectionnée pour être dans la deuxième demi-finale, Conchita Wurst finit première avec 169 points. Le 10 mai 2014, elle remporte la finale du Concours Eurovision de la chanson avec 290 points devant The Common Linnets représentant les Pays-Bas et Sanna Nielsen pour la Suède. C’est la deuxième victoire de l'Autriche, après celle d’Udo Jürgens au concours de 1966.

### Après l'Eurovision
Par la suite Conchita est demandée à travers le monde, notamment lors des Golden Globes, du Life Ball de Vienne, des Prides d'Amsterdam, Londres...
Le 21 juin 2014, elle est invitée à Montpellier lors de la fête de la musique présentée par Patrick Sébastien et retransmise sur France 2.
Le 9 juillet 2014, Conchita Wurst défile pour Jean-Paul Gaultier lors du défilé de mode de la collection haute couture automne-hiver 2014-2015 du couturier, vêtue d'une grande robe de mariée noire en tulle parée de broderies or et rouge et cintrée d'un ruban rouge noué à la taille.
Le 8 octobre 2014, elle chante au Parlement européen au nom de la tolérance et du respect des différences sexuelles. Elle rencontre la même année, le 3 novembre, le secrétaire général de l'ONU Ban Ki-Moon au siège viennois de l’organisation.
En novembre 2014, Conchita Wurst se produit sur la scène du Crazy Horse pendant une semaine.
Son autobiographie, Moi, Conchita : Rien ne nous arrêtera sort en mai 2015 aux Éditions de l'Archipel, précédant la sortie de son tout premier album Conchita le 13 mai 2015.
Conchita Wurst fait partie de la présentation de l'Eurovision 2015 avec Alice Tumler, Arabella Kiesbauer et Mirjam Weichselbraun. Elle a entre autres pour rôle d'interviewer les candidats durant les pages de publicité. Elle ouvre également la compétition avec une interprétation de Rise Like A Phoenix et de Firestorm.
Le 14 novembre 2019, Conchita Wurst devient membre du jury dans l'émission Queen of Drags aux côtés du mannequin germano-américaine Heidi Klum et du chanteur allemand Bill Kaulitz. L'émission est diffusée sur la chaîne TV allemande ProSieben.

### Vie privée
Tom Neuwirth ne s'identifie pas comme une personne transgenre,. Il est homosexuel et se décrit comme drag queen. Il utilise des pronoms féminins pour décrire son personnage de Conchita Wurst et des pronoms masculins pour parler de lui,.
Il a créé une biographie fictionnelle pour son personnage de Conchita Wurst : elle serait née dans les montagnes de Colombie et mariée au strip-teaser boylesque français Jacques Patriaque, une personne réelle amie de Neuwirth,.
En 2018, le chanteur annonce sur son compte Instagram qu'il est séropositif « depuis de nombreuses années » et qu'il fait le choix d'annoncer cela lui-même à cause d'un « ex-petit ami qui menace de révéler cette information privée ». Il indique ensuite « espérer donner du courage à d'autres » et contribuer à combattre la stigmatisation des porteurs du VIH. Il termine avec des nouvelles rassurantes : « Ma santé est bonne, et je suis plus fort, plus motivé et plus libre que jamais ».

## Discographie

### Singles
- 2011 : Unbreakable
- 2012 : That's What I Am
- 2014 : Rise Like a Phoenix
- 2014 : My Lights
- 2014 : Heroes
- 2015 : You Are Unstoppable
- 2015 : Firestorm
- 2015 : Colors of Your Love
- 2017 : Heast as net (en collaboration avec Ina Regen)
- 2018 : The Sound of Music (avec l'Orchestre philharmonique de Vienne)
- 2019 (8 mars) : Trash All the Glam
- 2019 (15 mars) : Hit Me
- 2019 (12 avril) : See me now
- 2019 (24 mai) : To the beat
- 2019 (6 juin) : Forward
- 2019 : Under the Gun
- 2020 : Lovemachine (avec Lou Asril)
- 2021 : Malebu
- 2021 : Bodymorphia
- 2022 : All I Wanna Do
- 2022 : Car (Idhlargt)
- 2022 : Paris (Savoir-Vivre)
- 2022 : Erstmal Pause

## Animation
- 2019 : Queen of Drags (1re saison) : Juge

## Autobiographie
- Conchita Wurst et Daniel Oliver Bachmann (collaborateur) (trad. de l'allemand par Olivier Schmidt, préf. Jean-Paul Gaultier), Moi, Conchita [« Ich, Conchita : we are unstoppable »], Paris, Éditions de l'Archipel, 6 mai 2015, 192 p., 23 cm (ISBN 978-2-8098-1709-6, BNF 44348746)La couverture comporte deux mentions — « Rien ne nous arrêtera » et « Conchita Wurst : Mon histoire », plus ou moins décalquées du titre complet de l'édition allemande, mais qui ne figurent pas sur la page de titre française et ne sont pas considérées comme sous-titres.